# ヤコブ・ヴァン・アルテベルデ

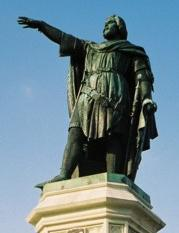
ヘントの金曜市場に立つアルテベルデの像

ヤコブ・ファン・アルテフェルデ（Jacob van Artevelde, 1290年頃 - 1345年7月24日）は、中世フランドルの政治家。ゲントの都市貴族（Patriziat）。百年戦争の初期にフランドル都市連合の指導者となった。賢人、ヘント（ガン）の醸造者などと呼ばれる。今日のオランダ語読みなら、ヤーコプ・ヴァン・アルテヴェルデ。フランス語風にジャック＝ファン＝アルトヴェルドと記されることもある。
ヘントの商人の家に生まれ、毛織物で財をなした後、醸造業を営んだ。百年戦争に向かうイングランド王とフランス王の対立は、イングランドの羊毛に頼るフランドルの経済に大きな打撃を与えた。フランドル諸都市は経済的なつながりから親イングランドであったが、フランス王の力でフランドル伯となったルイ1世（ルイ・ド・ヌヴェール）は親フランス政策を取っていた。
1337年にアルテフェルデはヘントの他、ブルッヘ、イーペルを中心としたフランドル都市連合の成立を呼びかけて連合の指導者となり、フランドル伯を追放して、当初は英仏に対する中立政策を取った。しかし、フランス王フィリップ6世はフランドル伯の復帰を要求したため、1340年にフランドル都市連合はイングランド王エドワード3世をフランス王として認め、同盟（封建的臣従）関係を結んだ。
この頃、ヘント、ブルッヘ、イーペルの三大都市は全フランドルを事実上の支配下におき、フランドル都市の政治勢力は絶頂に達した。
アルテフェルデは半独裁体制を確立し、1345年までフランドルを繁栄に導いたが、エドワード3世の息子の1人をフランドル伯に擁立しようとしているという噂が流れ、1345年7月24日に民衆暴動により殺害された。
息子のフィリップが後にフランドルの指導者（1381年 - 1382年）となっている。フィリップ（1340年-1382年）は「父の志をつぎ、反フランドル伯、反フランス王の旗じるしのもとに、ガン、ブリュージュ、イープル諸都市軍を指揮して、1382年、フランドル伯軍をブリュージュ近郊に破ったが、その直後、ローゼベクの戦いに、フランス王軍と戦い、敗死した」。彼は、「毎日、食卓に赴くとき、館の前で楽師たちに演奏させ」「馬で出かけるときには・・・一族の紋章を描いた槍旗を先頭になびかせ（る）」という王侯貴族を想わせる生活を送っていた。敗死したフィリップは、フランス王みずから死体を足でけるような農奴並みの扱いをされた。